# باول أوديا
باول أوديا (بالإنجليزية: Paul O'Dea)‏ هو لاعب كرة قاعدة أمريكي، ولد في 3 يوليو 1920 في كليفلاند في الولايات المتحدة، وتوفي بنفس المكان في 11 ديسمبر 1978.

## وصلات خارجية
- باول أوديا على موقعبيزبول رفرنس.كوم (الدوري الرئيسي) (الإنجليزية)